# Eremobina claudens
Eremobina claudens là một loài bướm đêm trong họ Noctuidae.